# BorgWarner
BorgWarner Inc. — американський автомобільний постачальник зі штаб-квартирою в Оберн-Хіллз, штат Мічиган. Компанія підтримує виробничі потужності та технічні системи на 96 об'єктах (станом на 23 лютого 2021 р.) У 24 країнах світу та має близько 50 000 співробітників. BorgWarner є одним з 25 найбільших постачальників запчастин до автомобілів у світі. Фредерік Ліссальде є генеральним директором BorgWarner Inc. з 1 серпня 2018 р.

## Історія
Заснована як Morse Equalizing Spring Co. в 1880 році, компанія стала Borg-Warner Corporation після об'єднання. Вона розміщена в Оберн-Хіллз, штат Мічиган.
У 1912 році Юліус Бер і Альберт Рупрехт, об'єднавши свої ноу-хау, створили компанію BERU AG в Німеччині, яка стала BorgWarner BERU Systems. Компанія розробляє та виробляє інноваційну систему запалювання, яка покращує холодний запуск дизельних двигунів. Далі компанія розробила інші важливі нововведення для всієї автомобільної промисловості: у 1950-х роках трансмісія «Ford-O-Matic» і турбокомпресори.
У січні 2020 року BorgWarner придбало Delphi Technologies за 3,3 мільярда доларів.
З 1936 року компанія пропонує щорічну премію для переможця Indianapolis 500.

## Сучасний розвиток
Зараз BorgWarner розробляє та працює над чистими та ефективними технологіями майбутнього для всіх типів приводів: транспортних засобів з двигунами внутрішнього згоряння, а також гібридних та електричних транспортних засобів.

## Корпоративна структура

### Управління повітрям
Сегмент Air Management розробляє та виробляє продукти для покращення економії палива, зменшення викидів та підвищення продуктивності. Технології сегмента Air Management включають: турбонагнітачі, eBoosters, eTurbos, системи керування, вихлопні системи, системи запалювання на бензині, інтелектуальні приводи, датчики трансмісії, контейнери, рішення для обігріву, обігрівачі акумуляторів та заряджання акумуляторів.

### Електронний двигун і трансмісія
Технології сегменту e-Propulsion & Drivetrain включають: обертові електричні компоненти, силову електроніку, модулі керування, програмне забезпечення, фрикційні елементи та механіку для автоматичних коробок передач, а також продукти керування крутним моментом.

### Уприскування палива
Сегмент Fuel Injection розробляє та виробляє компоненти та системи для уприскування бензину та дизельного палива.

### Вторинний ринок
Сегмент Aftermarket продає продукти та послуги незалежним клієнтам післяпродажного обслуговування та оригінального обладнання. Портфоліо продуктів для вторинного ринку включає широкий спектр рішень в області впорскування палива, електроніки та управління двигуном, технічного обслуговування, а також тестового обладнання та діагностики транспортних засобів.